# Tarentola darwini
Tarentola darwini är en ödleart som beskrevs av  Ulrich Joger 1984. Tarentola darwini ingår i släktet Tarentola och familjen geckoödlor. Inga underarter finns listade i Catalogue of Life.
Denna ödla förekommer endemisk på ön Santiago som ingår i Kap Verde. Exemplaren lever i torra och klippiga regioner av ön. Reviren fördelar sig över en 1100 km² stor yta.
För beståndet är inga hot kända. Tarentola darwini är vanligt förekommande. IUCN listar arten som livskraftig (LC).